# Klaus Bock (Bibliothekar)
Klaus Bock (* 4. Februar 1930 in Kiel; † 8. August 1995) war ein deutscher Bibliothekar.

## Leben
Klaus Bock wuchs in Bad Oldesloe auf und besuchte die Theodor-Mommsen-Schule bis zum Abitur. Er studierte Biologie, Germanistik und Philosophie auf Lehrfach an der Universität Kiel. Nach dem Ersten Staatsexamen folgte ein Promotionsstudium, das er 1959 mit einer Dissertation zu Thomas Manns Geschichtsbild abschloss.
Er entschied sich für die Bibliothekslaufbahn und absolvierte bis 1961 sein Referendariat an der Universitäts- und Stadtbibliothek Köln. Hier fand er auch seine erste Anstellung. Von 1969 bis 1973 prägte er als Gründungsdirektor die Neuorganisation der Universitätsbibliothek Hohenheim. Schon in seiner Hohenheimer Zeit war er ab 1971 als Berater in dem Entscheidungsprozess tätig, der 1973 zur (Wieder-)Vereinigung der Stadtbibliothek Lübeck mit der Öffentlichen Bücherei der Hansestadt zu einer Allgemeinbibliothek nach dem Vorbild einer Public Library in einem erheblich erweiterten Bau in der Hundestraße führte. Klaus Bock wurde der erste Direktor der neuen Einrichtung und prägte durch Neuorientierung von Personal und Erwerbung ihre Ausrichtung, die ganz auf Benutzerinteressen und -zahlen zugeschnitten war und dabei etliche traditionelle Arbeitsfelder aufgab.
Anfang 1989 berief ihn der Berliner Kultursenator Volker Hassemer zum Leiter der Amerika-Gedenkbibliothek. Klaus Bock trat dieses Amt am 3. April 1989 an. Die bereits bestehenden schwierigen Arbeitsbedingungen wie die immer wieder verschobene Erweiterung der Bibliothek und Mittelkürzungen verschärften sich im Herbst 1989 mit der Wende durch enorm gestiegene Anforderungen. Schon im Dezember 1989 warf der Personalrat der Bibliothek ihm vor, aus der AGB eine Billigbibliothek zu machen, und sprach der Direktion sein Misstrauen aus. Im Oktober 1990 erfolgte Klaus Bocks Versetzung in den Ruhestand aus gesundheitlichen Gründen.
Seine mit großer Überzeugung vertretenen bibliothekspolitischen Ansichten wie die Konzentration auf Medien und Benutzungsmöglichkeiten trafen den Geist der Zeit, hatten aber teils heftige negative Auswirkungen auf Personalplanung und Altbestand und werden im Nachhinein kritischer gesehen.

## Schriften
- Geschichtsbegriff und Geschichtsbild bei Thomas Mann. Diss. phil. Kiel 1959
- Bestandsaufbau und Benutzung der biologischen Literatur in den Kölner Institutsbibliotheken und in der Universitäts- und Stadtbibliothek. Köln 1961
- mit Margarete Rehm: Verzeichnis der naturwissenschaftlichen Zeitschriften im Bereiche der Universität zu Köln. Köln: Universitäts- und Stadtbibliothek 1966
- mit Peter Voigt: Neubau Stadtbibliothek Lübeck; [Planungsbericht]. Lübeck 1979